# Conclave del 1724
Il conclave del 1724 venne convocato a seguito della morte del papa Innocenzo XIII e si concluse con l'elezione del papa Benedetto XIII.

## Svolgimento del conclave
Al momento della morte di Innocenzo XIII il collegio cardinalizio contava 65 cardinali. Rispetto al precedente conclave (1721) la situazione era cambiata di poco, sia perché Innocenzo XIII, che aveva regnato solo tre anni, aveva creato solamente tre cardinali (uno di essi, il cardinal Dubois, era morto nel 1723), sia perché durante il suo pontificato morirono solamente tre dei partecipanti al conclave che lo aveva eletto.
Gli schieramenti che si formarono nel conclave del 1724 furono gli stessi di quello del 1721. I cardinali ritenuti papabili furono Francesco Pignatelli, considerato il grande favorito, Fabrizio Paolucci, Lorenzo Corsini, Sebastiano Antonio Tanara, Benedetto Pamphilj, Gianfrancesco Barbarigo e Marco Antonio Gozzadini.
Le votazioni iniziarono il 20 marzo 1724 con solo 32 cardinali. Subito fu in testa il cardinale Fabrizio Paolucci, ma, a causa della riluttanza delle potenze cattoliche, egli aveva poche possibilità di essere davvero eletto. Inoltre Carlo VI d'Asburgo pose nuovamente il veto, come nel 1721, contro di lui. Il 20 aprile Alessandro Albani propose la candidatura del cardinale gesuita Fabio degli Abati Olivieri, la quale trovò però la feroce opposizione da parte di molti cardinali dalla fazione imperiale, che accusarono Albani di aver tradito la Francia. Inoltre molti porporati non volevano un papa gesuita. Il 30 aprile, a ribadire il rifiuto della Casa D'Asburgo, giunse a Roma da Vienna l'ambasciatore Kaunitz con le istruzioni dell'imperatore di impedire in ogni modo l'elezione del Paolucci.
Il cardinale della corona d'Austria Juan Álvaro Cienfuegos Villazón propose allora la candidatura del cardinale Giulio Piazza, ma essa venne in breve tempo screditata dal cardinale Albani, che fece circolare in conclave alcune illazioni che sostenevano una sua presunta adesione al giansenismo. 
Alla fine di maggio, su iniziativa di Rohan e del Giudice si propose il cardinale domenicano Vincenzo Maria Orsini, una valida alternativa scevra da schieramenti politici. In breve i consensi si riversarono sul porporato domenicano, vincendo le resistenze di Cienfuegos che lo considerava troppo zelante. Il 29 maggio Orsini ottenne 53 voti su 54 e venne eletto papa, accettando dopo ore di esitazione, fra i pianti, e assumendo il nome di Benedetto XIII in onore del papa Benedetto XI, pontefice proveniente dall'ordine domenicano.
Dal momento che stava facendo notte, la processione di ingresso nella Basilica Vaticana del neoeletto venne illuminata fa torce. Qui occorse un'adorazione presso l'altare maggiore e la prima solenne benedizione apostolica del nuovo papa. Venne incoronato il successivo 4 giugno, solennità di Pentecoste, sui gradini della Basilica Vaticana.
- Clemente X = 1
- Innocenzo XI = 1
- Alessandro VIII = 5
- Innocenzo XII = 4
- Clemente XI = 41
- Innocenzo XIII = 2

## Collegio cardinalizio all'epoca del conclave

### Presenti in conclave
| Nome                                             | Paese                      | Titolo                                                        | Ruolo | Nascita    | Concistoro |
| ------------------------------------------------ | -------------------------- | ------------------------------------------------------------- | --- | ---------- | ---------- |
| Sebastiano Antonio Tanara                        | Stato Pontificio           | Cardinale vescovo di Ostia e Velletri                         | Decano del Collegio cardinalizio; Prefetto della Congregazione dell'immunità ecclesiastica; Governatore di Velletri | 10/04/1650 | 12/12/1695 |
| Vincenzo Maria Orsini, O.P.                      | Regno di Napoli            | Cardinale vescovo di Porto e Santa Rufina; eletto papa        | Arcivescovo metropolita di Benevento; Sottodecano del Collegio cardinalizio | 02/02/1649 | 22/02/1672 |
| Francesco del Giudice                            | Regno di Napoli            | Cardinale vescovo di Frascati                                 | Arcivescovo metropolita di Monreale; Segretario della Congregazione della romana e universale Inquisizione | 07/12/1647 | 13/02/1690 |
| Fabrizio Paolucci                                | Stato Pontificio           | Cardinale vescovo di Albano                                   | Penitenziere maggiore; Pro-prefetto della Congregazione dei riti | 02/04/1651 | 22/07/1697 |
| Francesco Pignatelli, C.R.                       | Regno di Napoli            | Cardinale vescovo di Sabina                                   | Arcivescovo metropolita di Napoli | 06/02/1652 | 17/12/1703 |
| Francesco Barberini                              | Stato Pontificio           | Cardinale vescovo di Palestrina                               | Prefetto della Congregazione delle acque; Abate commendatario di Subiaco | 12/11/1662 | 13/11/1690 |
| Giacomo Boncompagni                              | Stato Pontificio           | Cardinale presbitero di Santa Maria in Via                    | Arcivescovo metropolita di Bologna | 15/05/1652 | 12/12/1695 |
| Francesco Acquaviva d'Aragona                    | Regno di Napoli            | Cardinale presbitero di Santa Cecilia                         | Nunzio apostolico emerito in Spagna | 04/10/1665 | 17/05/1706 |
| Giuseppe Sacripante                              | Stato Pontificio           | Cardinale presbitero di Santa Prassede                        | Prefetto della Congregazione di Propaganda Fide | 19/03/1642 | 12/12/1695 |
| Lorenzo Corsini                                  | Granducato di Toscana      | Cardinale presbitero di San Pietro in Vincoli                 | Prefetto del Supremo Tribunale della Segnatura Apostolica; eletto papa Clemente XII nel 1730 | 07/04/1652 | 17/05/1706 |
| Tommaso Ruffo                                    | Regno di Napoli            | Cardinale presbitero di Santa Maria in Trastevere             | Arcivescovo-vescovo di Ferrara; Legato apostolico di Bologna | 15/09/1663 | 17/05/1706 |
| Orazio Filippo Spada                             | Repubblica di Lucca        | Cardinale presbitero di Sant'Onofrio                          | Arcivescovo-vescovo di Osimo | 23/12/1659 | 17/05/1706 |
| Filippo Antonio Gualterio                        | Stato Pontificio           | Cardinale presbitero di San Crisogono                         | Arcivescovo-vescovo emerito di Todi; Abate commendatario di Saint-Remi de Reims | 24/03/1660 | 17/05/1706 |
| Pietro Priuli                                    | Repubblica di Venezia      | Cardinale presbitero di San Marco                             | Vescovo di Bergamo; Abate commendatario di Vangadizza | 14/05/1669 | 17/05/1706 |
| Giuseppe Vallemani                               | Stato Pontificio           | Cardinale presbitero di Santa Maria degli Angeli              | Prefetto emerito del Palazzo Apostolico | 09/06/1648 | 17/05/1706 |
| Carlo Agostino Fabroni                           | Granducato di Toscana      | Cardinale presbitero di Sant'Agostino                         | Prefetto della Congregazione dell'Indice dei libri proibiti | 28/08/1651 | 17/05/1706 |
| Ulisse Giuseppe Gozzadini                        | Stato Pontificio           | Cardinale presbitero di Santa Croce in Gerusalemme            | Arcivescovo-vescovo di Imola | 10/10/1650 | 15/04/1709 |
| Henri-Pons de Thiard de Bissy                    | Regno di Francia           | Cardinale presbitero dei Santi Quirico e Giulitta             | Vescovo di Meaux; Abate commendatario di Saint-Germain-des-Prés | 25/05/1657 | 29/05/1715 |
| Annibale Albani                                  | Stato Pontificio           | Cardinale presbitero di San Clemente                          | Arciprete della Basilica di San Pietro in Vaticano; Presidente della Fabbrica di San Pietro; Camerlengo di Santa Romana Chiesa | 15/08/1682 | 23/12/1711 |
| Lodovico Pico della Mirandola                    | Ducato di Modena e Reggio  | Cardinale presbitero di San Silvestro in Capite               | Arcivescovo-vescovo di Senigallia; Prefetto della Congregazione sopra la Correzione dei Libri della Chiesa Orientale; Prefetto della Congregazione per le Indulgenze e le Sacre Reliquie                                           | 09/12/1668 | 18/05/1712 |
| Gianantonio Davia                                | Stato Pontificio           | Cardinale presbitero di San Callisto                          | Arcivescovo-vescovo di Rimini | 23/10/1660 | 18/05/1712 |
| Agostino Cusani                                  | Ducato di Milano           | Cardinale presbitero di Santa Maria del Popolo                | Arcivescovo-vescovo di Pavia | 20/10/1655 | 18/05/1712 |
| Giulio Piazza                                    | Stato Pontificio           | Cardinale presbitero di San Lorenzo in Panisperna             | Arcivescovo-vescovo di Faenza | 13/03/1663 | 18/05/1712 |
| Antonio Felice Zondadari                         | Ducato di Siena            | Cardinale presbitero di Santa Balbina                         | Nunzio apostolico emerito in Spagna | 13/12/1665 | 18/05/1712 |
| Giovanni Battista Bussi                          | Stato Pontificio           | Cardinale presbitero di Santa Maria in Ara Coeli              | Arcivescovo-vescovo di Ancona e Numana | 31/03/1656 | 18/05/1712 |
| José Pereira de Lacerda                          | Regno del Portogallo       | Cardinale presbitero di Santa Susanna                         | Vescovo di Faro | 07/06/1662 | 29/11/1719 |
| Pier Marcellino Corradini                        | Stato Pontificio           | Cardinale presbitero di San Giovanni a Porta Latina           | Pro-Datario di Sua Santità | 02/06/1658 | 18/05/1712 |
| Armand-Gaston-Maximilien de Rohan-Soubise        | Regno di Francia           | Cardinale presbitero della Santissima Trinità al Monte Pincio | Principe-vescovo di Strasburgo; Grande elemosiniere di Francia; Abate commendatario di Chaise-Dieu | 26/06/1674 | 18/05/1712 |
| Giovanni Battista Tolomei, S.I.                  | Granducato di Toscana      | Cardinale presbitero di Santo Stefano al Monte Celio          | Camerlengo emerito del Collegio cardinalizio | 03/12/1653 | 18/05/1712 |
| Benedetto Erba-Odescalchi                        | Ducato di Milano           | Cardinale presbitero dei Santi Nereo e Achilleo               | Arcivescovo metropolita di Milano | 07/08/1679 | 30/01/1713 |
| Innico Caracciolo                                | Regno di Napoli            | Cardinale presbitero di San Tommaso in Parione                | Vescovo di Aversa; Abate commendatario di San Giovanni in Fiore | 09/07/1642 | 29/05/1715 |
| Bernardino Scotti                                | Ducato di Milano           | Cardinale presbitero di San Pietro in Montorio                | Prefetto del Supremo tribunale della Segnatura di giustizia | 06/10/1656 | 29/05/1715 |
| Niccolò Caracciolo                               | Regno di Napoli            | Cardinale presbitero dei Santi Silvestro e Martino ai Monti   | Arcivescovo metropolita di Capua | 08/11/1658 | 16/12/1715 |
| Giambattista Patrizi                             | Ducato di Siena            | Cardinale presbitero dei Santi Quattro Coronati               | Legato apostolico di Ferrara | 24/12/1658 | 16/12/1715 |
| Nicola Gaetano Spinola                           | Repubblica di Genova       | Cardinale presbitero di San Sisto                             | Prefetto della Congregazione dei Confini; Camerlengo del Collegio Cardinalizio | 20/02/1659 | 16/12/1715 |
| Giberto Borromeo                                 | Ducato di Milano           | Cardinale presbitero dei Santi Bonifacio e Alessio            | Vescovo di Novara | 12/09/1671 | 15/03/1717 |
| Giorgio Spinola                                  | Repubblica di Genova       | Cardinale presbitero di Sant'Agnese fuori le mura             | Segretario di Stato di Sua Santità | 06/06/1667 | 29/11/1719 |
| Cornelio Bentivoglio                             | Stato Pontificio           | Cardinale presbitero di San Girolamo dei Croati               | Legato apostolico di Romagna; Abate commendatario di Leno | 27/03/1668 | 29/11/1719 |
| Thomas Philip Wallrad d'Alsace-Boussut de Chimay | Paesi Bassi austriaci      | Cardinale presbitero pro hac vice di San Cesareo in Palatio   | Arcivescovo metropolita di Malines; Primate del Belgio | 12/11/1679 | 29/11/1719 |
| Gianfrancesco Barbarigo                          | Repubblica di Venezia      | Cardinale presbitero dei Santi Marcellino e Pietro            | Vescovo di Padova; Abate commendatario dell'Abbazia di Santa Maria in Silvis | 29/04/1658 | 29/11/1719 |
| Luis Antonio Belluga y Moncada, C.O.             | Regno di Spagna            | Cardinale presbitero di Santa Maria in Traspontina            | Vescovo di Cartagena | 30/11/1662 | 29/11/1719 |
| Giovanni Battista Salerni, S.I.                  | Regno di Napoli            | Cardinale presbitero di Santa Prisca                          | Teologo gesuita | 24/06/1671 | 29/11/1719 |
| Bernardo Maria Conti, O.S.B. Cas.                | Stato Pontificio           | Cardinale presbitero di San Bernardo alle Terme Diocleziane   | Penitenziere Maggiore | 29/03/1664 | 16/06/1721 |
| Juan Álvaro Cienfuegos Villazón, S.I.            | Regno di Spagna            | Cardinale presbitero di San Bartolomeo all'Isola              | Vescovo di Catania | 27/02/1657 | 30/09/1720 |
| Benedetto Pamphilj, O.S.Io.Hieros.               | Stato Pontificio           | Cardinale diacono di Santa Maria in Via Lata                  | Cardinale protodiacono; Gran priore di Roma del Sovrano Militare Ordine di Malta; Arciprete della Basilica di San Giovanni in Laterano; Archivista e bibliotecario di Santa Romana Chiesa                                          | 25/04/1653 | 01/09/1681 |
| Pietro Ottoboni                                  | Repubblica di Venezia      | Cardinale diacono pro hac vice di San Lorenzo in Damaso       | Vice-cancelliere di Santa Romana Chiesa; Arciprete della Basilica di Santa Maria Maggiore; Abate commendatario di Santa Maria di Valdiponte                                                                                        | 02/07/1667 | 07/11/1689 |
| Alessandro Albani                                | Stato Pontificio           | Cardinale diacono di Santa Maria in Cosmedin                  | Segretario dei Memoriali emerito | 15/10/1692 | 16/07/1721 |
| Giuseppe Renato Imperiali                        | Regno di Napoli            | Cardinale diacono di San Giorgio in Velabro                   | Prefetto della Congregazione della disciplina dei regolari; Prefetto della Congregazione del buon governo; Abate commendatario di Santa Maria Maddalena in Armillis; Cardinale protettore della Pontificia Accademia Ecclesiastica | 01/05/1651 | 13/02/1690 |
| Lorenzo Altieri                                  | Stato Pontificio           | Cardinale diacono di Sant'Agata alla Suburra                  | Legato apostolico emerito di Urbino | 10/06/1671 | 13/11/1690 |
| Carlos de Borja Centellas y Ponce de León        | Regno di Spagna            | Cardinale presbitero di Santa Pudenziana                      | Abate ordinario di Alcalá la Real; Patriarca titolare delle Indie occidentali | 29/04/1663 | 30/09/1720 |
| Carlo Colonna                                    | Stato Pontificio           | Cardinale diacono di Sant'Angelo in Pescheria                 | Prefetto emerito del Palazzo Apostolico | 17/11/1665 | 17/05/1706 |
| Carlo Maria Marini                               | Repubblica di Genova       | Cardinale diacono di Santa Maria in Aquiro                    | Abate commendatario del Monastero di San Pietro all'Olmo | 13/03/1667 | 29/05/1715 |
| Curzio Origo                                     | Stato Pontificio           | Cardinale diacono di Sant'Eustachio                           | Prefetto della Congregazione del Concilio | 09/03/1661 | 18/05/1712 |
| Melchior de Polignac                             | Regno di Francia           | Cardinale diacono di Santa Maria in Portico Campitelli        | Gran maestro della Cappella Reale di Francia; Abate commendatario di Saint-Pierre de Corbie, Mouzon e Notre-Dame de Bonport | 11/10/1661 | 18/05/1712 |
| Fabio degli Abati Olivieri                       | Stato Pontificio           | Cardinale diacono dei Santi Vito, Modesto e Crescenzia        | Segretario dei Brevi apostolici | 29/04/1658 | 06/05/1715 |
| Giulio Alberoni                                  | Ducato di Parma e Piacenza | Cardinale diacono di Sant'Adriano al Foro                     | Vescovo di Malaga | 21/05/1664 | 12/07/1717 |

### Assenti in conclave
| Nome                                | Paese                             | Titolo                                              | Ruolo                                                                                             | Nascita    | Concistoro |
| ----------------------------------- | --------------------------------- | --------------------------------------------------- | ------------------------------------------------------------------------------------------------- | ---------- | ---------- |
| Galeazzo Marescotti                 | Stato Pontificio                  | Cardinale presbitero di San Lorenzo in Lucina       | Cardinale protopresbitero;                                                                        | 01/10/1627 | 27/05/1675 |
| Wolfgang Hannibal von Schrattenbach | Arciducato d'Austria              | Cardinale presbitero di San Marcello                | Principe-vescovo di Olomouc                                                                       | 12/09/1660 | 18/05/1712 |
| Louis-Antoine de Noailles           | Regno di Francia                  | Cardinale presbitero di Santa Maria sopra Minerva   | Arcivescovo metropolita di Parigi; Abate commendatario di Saint-Maur-des-Fossés                   | 27/05/1651 | 21/06/1700 |
| Lorenzo Maria Fieschi               | Repubblica di Genova              | Cardinale presbitero di Santa Maria della Pace      | Arcivescovo metropolita di Genova                                                                 | 21/05/1642 | 17/05/1706 |
| Christian August von Sachsen-Zeitz  | Principato Elettorale di Sassonia | Cardinale presbitero                                | Arcivescovo metropolita di Esztergom; Vescovo-conte di Győr; Prevosto della cattedrale di Colonia | 09/10/1666 | 17/05/1706 |
| Nuno da Cunha e Ataíde              | Regno del Portogallo              | Cardinale presbitero di Sant'Anastasia              | Inquisitore generale del Portogallo                                                               | 08/12/1664 | 18/05/1712 |
| Damian Hugo von Schönborn-Buchheim  | Elettorato di Magonza             | Cardinale presbitero di San Pancrazio fuori le mura | Principe-vescovo di Spira; Principe-prevosto di Weißenburg                                        | 19/09/1676 | 30/01/1713 |
| Léon Potier de Gesvres              | Regno di Francia                  | Cardinale presbitero                                | Arcivescovo metropolita di Bourges                                                                | 16/08/1656 | 29/11/1719 |
| Imre Csáky                          | Regno d'Ungheria                  | Cardinale presbitero di Sant'Eusebio                | Arcivescovo metropolita di Kalocsa e Bács; Amministratore apostolico di Gran Varadino             | 28/10/1672 | 12/07/1717 |
| Mihály Frigyes von Althan           | Corona di Boemia                  | Cardinale presbitero di Santa Sabina                | Vescovo-conte di Vác; Ambasciatore imperiale presso la Santa Sede                                 | 20/07/1682 | 29/11/1719 |